# AH-N401C
AH-N401Cは、NECインフロンティアが開発した、DDIポケット/ウィルコム向けコンパクトフラッシュ形 Type2データ通信端末製品である。

## 概要
このデータ端末は、1ヶ月ほど先行して発売された本多エレクトロン（現・ネットインデックス）AH-H401Cと共に最初期に発売された、Air"H（現AIR-EDGE）の128K通信対応のコンパクトフラッシュ型端末である。本体の色調は黒色を採用している。
PCカードスロットのあるPCでは、付属しているアダプターで端子変換した上で利用出来る（同時期のノートPCは、PCカードスロットがあるのが一般的だった）。
同時期に発売された「AH-H401C」の違いとして、AH-N401Cには着脱可能な外部アンテナが取り付けてあり、取り外した場合は内蔵したアンテナで通信する様にして有る工夫が異なっている。
通信形式は、AirH"は32Kつなぎ放題（32K×1）コース、128Kつなぎ放題（32K×4）コース、64Kフレックスチェンジ（ネット25）に対応している。また、PIAFS（64k・32k）に対応している。音声通話は、PCなどにソフトウェアをインストールし、PCなどのスピーカー・マイクで通話できる。
付属品は取扱説明書及び保証書、先に触れたPCカードアダプタの他に、携帯用ケース、アンテナ端子カバー・セットアップCD-ROMが付属している。

## 仕様（テンプレート外）
- 対応OS（各日本語版）
  - Microsoft Windows 98
  - Microsoft Windows Millennium Edition
  - Microsoft Windows NT 4.0
  - Microsoft Windows 2000
  - Microsoft Windows XP
  - Classic Mac OS 8.5 / 8.5.1 / 8.6 / 9.0 / 9.0.4 / 9.1 / 9.2 / 9.2.1  / 9.2.2
  - macOS 10.1.5 - 10.4.4
  - Pocket PC 2002

## 歴史
- 2002年8月30日 - 技術基準適合証明 (TELEC) の審査を通過（証明記号 - JXAA1001）。
- 2002年9月5日 - JATE（財団法人電気通信端末機器審査協会）による審査を通過（認定番号:A02-0701JP , J02-0087）。
- 2002年9月19日 - 販売予定である事を発表。
- 2002年10月4日 - 発売開始。